# 新興写真研究会
新興写真研究会（しんこうしゃしんけんきゅうかい）は、木村専一が中心となって結成した、かつて存在した日本の写真家団体である。

## 略歴・概要
オリエンタル写真工業の宣伝課内に置かれた「フォトタイムス社」が刊行した写真雑誌『フォトタイムス』の編集主幹・木村専一は、1929年から同誌に「モダーンフォトセクション」というページを設け、新しい写真の動向を積極的に紹介した。これが本研究会結成の基礎となる。
1930年に結成。名前の通り、新興写真を志向しており、その一大拠点となった。本会の名称が「新興写真」の名前を生み出したとも言われる。
主要メンバーは、木村のほか、堀野正雄、渡辺義雄、伊達良雄（1907年-1946年）、古川成俊（1900年-1996年）、光村利弘（1901年-1943年）ら。
結成と同年に『新興写真研究』という会誌を発行し、写真作品や板垣鷹穂らの論文を掲載していたが、木村専一の渡欧により、翌年発行の第3号で休刊した。ただし、展覧会を全部で7回、1930年から1932年まで開催していることから、会自体は1932年までは存続していることがわかる。

## 雑誌『新興写真研究』の執筆者等
- 第1号（1930年11月）
  - 論文等の執筆者：板垣鷹穂、木村専一、堀野正雄、佐藤黒人、平野譲、田村栄
  - 掲載された写真作品の撮影者：堀野正雄、伊達良雄、玉置辰夫、小川三郎、西山清、吉岡敬三、榊原松籟、鉄　末次郎、徳堂翠鳳、窪川得三郎、宮越吉松、寺川良輝
- 第2号（1931年1月）
  - 論文等の執筆者：木村専一、平野進一、堀野正雄、平野譲、伊達良雄
  - 掲載された写真作品の撮影者：堀野正雄、黒沢中央、玉置辰夫、木村専一、光村利弘、渡辺義雄、石山泰久、飯田幸次郎、平野進一、寺川良輝、阪玉陽、西山清、田村栄
- 第3号（1931年7月）
  - 論文等の執筆者：木村専一、堀野正雄、平野譲、佐藤黒人
  - 掲載された写真作品の撮影者：堀野正雄、木村専一、田村栄、窪川得三郎、西山清、吉岡敬三、渡辺義雄、平野進一、伊達良雄、古川成俊、光村利弘、寺川良輝

## 研究会への主たる参加者
- 主幹：木村専一
- 顧問：板垣鷹穂、衣笠貞之助、鈴木重吉、石川寅治、荻島安二、小松栄
- 賛助顧問：結城真之輔
- 同人：西山清、窪川得三郎、寺川良輝、堀野正雄、榊原松籟、鉄　末次郎、吉岡敏三、海部誠也、小林祐史、三国庄次郎、黒田六花
- 幹事：玉置辰夫、渡辺義雄、田村栄、伊達良雄、平野譲、塩谷成策
- 主たる会員：飯田幸次郎、宮越吉松、小川三郎、佐藤黒人、平野進一、徳堂翠鳳、花和銀吾、阪玉陽、石山泰久、黒沢中央、古川成俊、光村利弘、福田勝治、高尾義朗（全50名程度）

（注）新興写真研究会存続期間中のうち、一部期間についてのみ、該当する者も含む。「同人」は、幹事会により、「会員」から選ばれる。「幹事」は、選挙により、「同人」または「会員」から選ばれる。